# Spinexocentrus spinipennis
Spinexocentrus spinipennis är en skalbaggsart som beskrevs av Stefan von Breuning 1958. Spinexocentrus spinipennis ingår i släktet Spinexocentrus och familjen långhorningar. Inga underarter finns listade i Catalogue of Life.